# Stopnica
Stopnica (früher Stobnica) ist eine Stadt im Powiat Buski der Woiwodschaft Heiligkreuz in Polen. Sie ist Sitz der gleichnamigen Stadt-und-Land-Gemeinde mit etwas mehr als 7700 Einwohnern bei 7918 Einwohnern im Jahr 2004.
Die Stadt liegt etwa 55 km südöstlich von Kielce und 17 km südöstlich der Kreisstadt Busko-Zdrój. Die Gemeinde zählte im Jahr 2004 7918 Einwohner.

## Geschichte
Eine slawische Burg soll in Stopnica schon im 9. Jahrhundert bestanden haben. Gegen Ende des 11. Jahrhunderts entwickelte sich Stopnica zum kirchlichen Zentrum; die erste urkundliche Erwähnung erfolgte 1121 in einem Dekret von Papst Innozenz III. 1362 wurde dem Ort von König Kasimir dem Großen das Stadtrecht verliehen. Dieser König stiftete auch die Pfarrkirche St. Peter und Paul, eine gotische pseudo-zweischiffige Hallenkirche, die dem Typ der Kasimirskirchen oder Barycka-Kirchen angehört (sechs Sühnekichen für die Ermordung des Priesters Marcin Barycka, der den König wegen unmoralischen Lebenswandels ermahnt hatte; die übrigen in Wiślica, Szydłów, Sandomierz, Kargów und Zagość).
Im 16. Jahrhundert war Stopnica im Besitz der Familie Zborowski und anschließend der Familie Tarnowski. Während des Schwedeneinfalls und nochmals 1657 wurde der Ort verwüstet.
1795 fiel Stopnica mit der Dritten Polnischen Teilung an Österreich. 1809 kam Stopnica an das Herzogtum Warschau und 1815 an das Königreich Polen. Im 19. Jahrhundert war der durch Tuchproduktion, Vieh- und Geflügelhandel bekannte Ort Sitz des Landkreises. 1869 ging das Stadtrecht durch Dekret des Zaren verloren. Nach Ende des Ersten Weltkriegs kam der Ort wieder zum neu entstandenen Polen. Im Zweiten Weltkrieg erlitt Stopnica 1939 und 1944 große Zerstörungen. Die große jüdische Gemeinde fiel dem Holocaust zum Opfer. In der Gemeinde waren zuvor ein Ghetto mit etwa 5000 Insassen und je ein Arbeitslager für Männer und für Frauen eingerichtet worden.
Zum 1. Januar 2015 erlangte Stopnica das Stadtrecht wieder.

## Gemeinde
Die Stadt-und-Land-Gemeinde (gmina miejsko-wiejska) ist landwirtschaftlich geprägt. Zur Gemeinde gehören neben der Stadt Stopnica 29 Dörfer mit einem Schulzenamt.

## Sehenswürdigkeiten

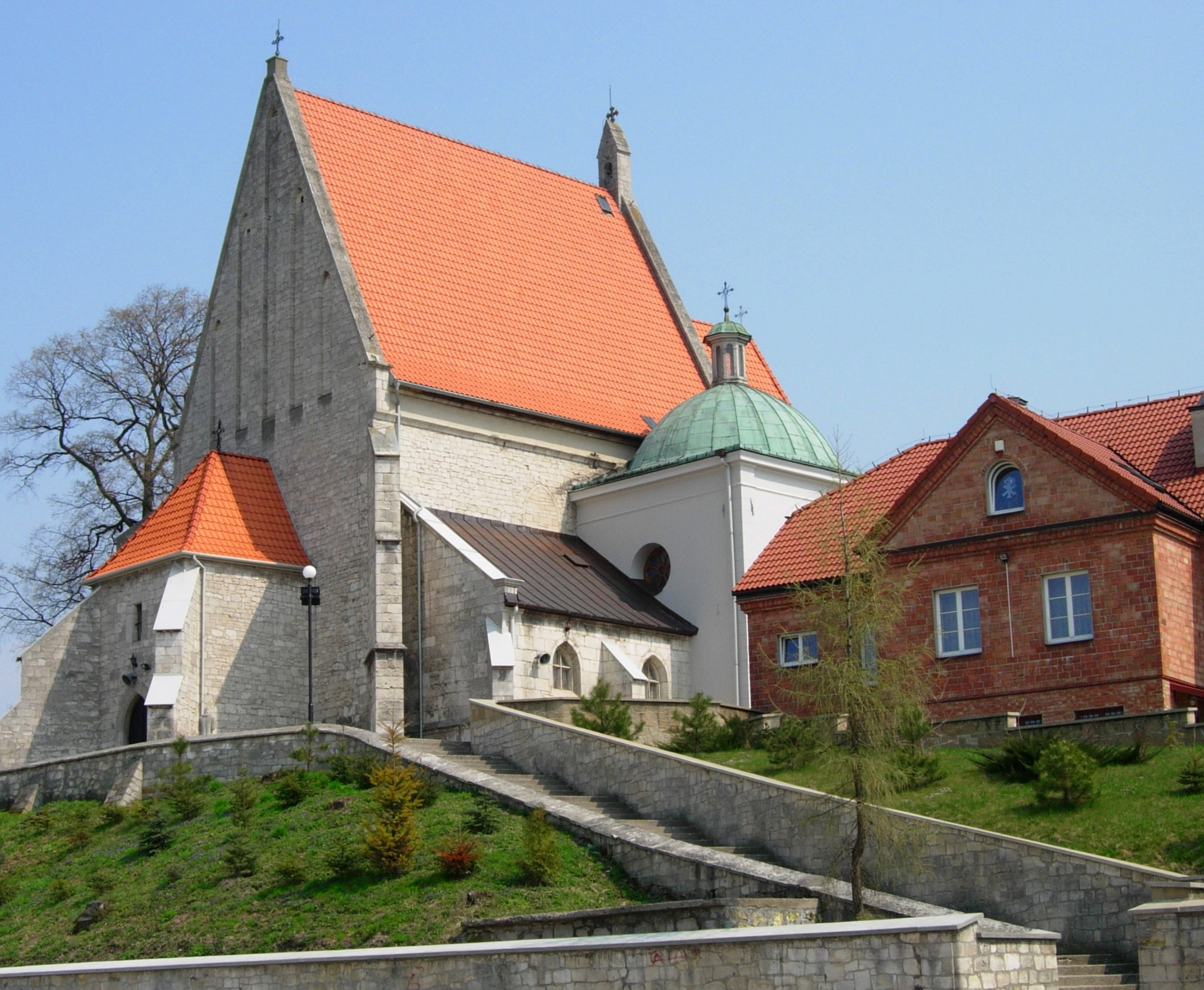
Die Kirche St. Peter und Paul

- Die gotische Kirche St. Peter und Paul mit zwei späteren Kapellenanbauten.
- Die Burg aus dem 14. Jahrhundert.
- Der alte Friedhof aus dem 18. Jahrhundert.